# Bajío de los Encinos
Bajío de los Encinos är en ort i Mexiko.   Den ligger i kommunen Salinas och delstaten San Luis Potosí, i den centrala delen av landet, 500 km nordväst om huvudstaden Mexico City. Bajío de los Encinos ligger 2 154 meter över havet och antalet invånare är 170.
Terrängen runt Bajío de los Encinos är lite kuperad. Runt Bajío de los Encinos är det glesbefolkat, med 13 invånare per kvadratkilometer. Närmaste större samhälle är Salitrillo, 14,5 km söder om Bajío de los Encinos. Omgivningarna runt Bajío de los Encinos är i huvudsak ett öppet busklandskap.